# Lingue vasconiche
Le lingue vasconiche sono una presunta famiglia di lingue preindoeuropee e paleoeuropee, che includerebbe la lingua basca e l'estinta lingua aquitana.

## Classificazione
La parentela tra la moderna lingua basca e l'estinta lingua aquitana è considerata un dato quasi certo per la maggioranza dei glottologi. Tuttavia, è ancora forte oggetto di dibattito se la lingua proto-basca e la suddetta lingua aquitana fossero due lingue distinte o due dialetti di una stessa lingua; infatti, questa problematica s'innesta sull'attuale assenza di accordo riguardo al considerare le moderne varianti del basco come dialetti o lingue a sé. Ad oggi la maggioranza dei glottologi ha accolto due posizioni:
Le teorie sulla relazione tra lingua aquitana e lingua basca suggeriscono che:
- La lingua aquitana coincida con il proto-basco, infatti, il linguista americano Larry Trask sosteneva che:[2]

- Oppure che sia il proto-basco che l'aquitano discendano da un'ipotetica lingua proto-vasconica,

Le differenti varietà di basco sono dialetti con vari gradi di intelligibilità reciproca. Questa teoria ha ottenuto il sostegno di molti studiosi, quali Trask, Koldo Zuazo e Koldo Mitxelena. Lo stesso Trask afferma che:
Con le informazioni attualmente disponibili, la ricostruzione della lingua proto-vasconica è quasi impossibile. Sono necessari, infatti, più dati per ricostruire le basi di questa proto-lingua. In alternativa, la ricostruzione potrebbe essere effettuata solo utilizzando il metodo comparativo, anche se l'accuratezza di un proto-linguaggio ricostruito con questo metodo rimane ancora incerta.

### Possibili parentele esterne
Sono state formulate diverse ipotesi nel tentativo di collegare le lingue vasconiche ad altri ceppi linguistici presenti nell'area durante l'antichità. Infatti, sono state proposte parentele con altre lingue paleoiberiche, quali la lingua iberica e la lingua parlata dai Cantabri, e con la lingua protosarda.

## L'ipotesi del substrato vasconico
A partire dal concetto di lingue vasconiche Theo Vennemann costruì la sua ipotesi del substrato vasconico, nella quale sosteneva che i parlanti le lingue antenate della famiglia vasconica si fossero diffusi in Europa alla fine dell'ultimo periodo glaciale, quando i Cro-Magnon migrarono nel continente. Le prove di questo substrato sarebbero alcune tracce rimaste nelle lingue europee che si sono storicamente avvicendate. Questa ipotesi è stata abbracciata dai fautori dell'esistenza di una macrofamiglia linguistica dene-caucasica, che collegherebbe tra loro un gran numero di gruppi linguistici differenti, tutti discendenti da un'ipotetica lingua proto-dene-caucasica. Tuttavia, va precisato che queste ipotesi non sono al momento supportate da prove definitive e pertanto sono state ampiamente respinte dalla maggioranza dei glottologi.